# Adolphe Caze
Pour les articles homonymes, voir Caze.
Adolphe Caze est un homme politique français né le 23 mars 1798 à Toulouse (Haute-Garonne) et mort le 31 mars 1868 à Toulouse.

## Biographie
Conseiller à la cour d'appel de Toulouse, il est député de la Haute-Garonne de 1838 à 1839, siégeant dans la majorité soutenant les ministères de la Monarchie de Juillet. Il termine sa carrière comme président de chambre.

## Écrits
- Esprit et conférences des lois d'intérêt général qui ont été rendues depuis la Restauration ou qui seront rendues à l'avenir, 1826-1827[1].
- Poursuites disciplinaires contre M. Lafiteau, avocat au Barreau de Toulouse, à l'occasion d'un article de la Gazette de Toulouse, [suivi de Consultation pour Me A. Lafiteau, 1830[2].
- Rapport présenté par M. Caze, conseiller a la cour royale de Toulouse au nom de la commission chargée d'examiner le projet relatif au régime pénitentiaire (1), 1845[3].

## Source bibliographique
- « Adolphe Caze », dans Adolphe Robert et Gaston Cougny, Dictionnaire des parlementaires français, Edgar Bourloton, 1889-1891 [détail de l’édition]